# Viaduc de Corbière
Le viaduc de la Corbière est un pont ferroviaire qui franchit la route départementale 568 (Marseille - Martigues) et le vallon de Corbière, au nord-ouest de la commune de Marseille.

## Caractéristiques techniques
C'est un pont en maçonnerie long de 226,62 m, qui comporte 7 arches principales de 20 mètres d'ouverture, et 3 petites arches de 6,5 m d'ouverture sur chaque avant-pont. Il a été construit sous la direction de l'ingénieur Paul Séjourné en 1915.

## Le site
Le viaduc franchit un petit vallon en bordure du massif de la Nerthe, et domine le site de Corbière, à la sortie nord-ouest de Marseille, en bord de mer. La vieille route de Marseille à Martigues, ou « route du Rove » (D 568), passe sous la première arche côté Marseille, et un embranchement de cette route vers la plage passe sous l'arche voisine.

## Données ferroviaires
Le milieu de l'ouvrage est situé au point kilométrique 867,151 de la ligne de Miramas à l'Estaque. Côté Marseille, le viaduc fait directement à la suite d'une série de tunnels-galeries établis sur le flanc de la colline en intrication avec les bâtiments d'une usine chimique aujourd'hui désaffectée.
La ligne qui franchit le viaduc est en service, essentiellement pour les voyageurs (TER Provence-Alpes-Côte d'Azur)[réf. nécessaire]. Elle est à double voie, et n'est pas électrifiée.
Le viaduc a obtenu le label "Patrimoine du XXe siècle" en 2000.